# Porta Castellana
Porta Castellana è una delle sei porte urbane di Montalcino in provincia di Siena.

## Storia e descrizione
La porta fu probabilmente costruita, come le altre, nel XIII secolo. Si chiamava originariamente Porta Fontebuia per la sua vicinanza con l'omonimo lavatoio vicino, che si trova fuori dalle mura; mentre il nome attuale deriva da "della Castellana". Assecondava Porta Burelli, in quanto la strada che vi conduceva (venendo da fuori) proveniva dalla Strada Comunale del Canalicchio (la stessa che conduce a porta Burelli). Verso la fine del 700’, il Granduca di Toscana vietò di tenere la polvere da sparo all’interno delle abitazioni, dunque tutti i Comuni raccolsero le polveri e le munizioni in dei grandi depositi e uno di questi, a Montalcino, si trovava presso questa porta. Una notte il deposito esplose accidentalmente e la porta fu ricostruita molto più bassa di prima. Come ogni porta, ad esclusione di "Porta al Corniolo", era affidata a due custodi, detti "Capodieci". Si trova nella parte est di Montalcino, a fine dell'omonima via, nel Quartiere Pianello. Strutturalmente è la più semplice delle sei porte: è una semplice apertura con arco nelle mura molto bassa. Oggi è praticamente abbandonata ed avvolta dalla vegetazione.